# Gave de Pau
El gave de Pau es un río del suroeste de Francia, afluente por la izquierda del Adur. Toma su nombre de la ciudad de Pau, y nace en los Pirineos, en el Circo de Gavarnie. Recibe su principal afluente, el Gave d'Oloron en Peyrehorade. Los 10 km entre la confluencia con este y su desembocadura en el Adur son conocidos como Gaves Réunis (Gaves Reunidos).

## Etimología
El término gave designa un curso de agua en los Pirineos occidentales. Procede de un hidrónimo precéltico que designaba de manera general un curso de agua. Algunos ríos pirenáicos han perdido con los siglos su nombre local para transformarse en «gave de...».

## Geografía
Su origen se sitúa en el Circo de Gavarnie —designado en 1997 como Patrimonio de la Humanidad por la Unesco— en el departamento de Altos Pirineos. Toma el nombre de Gave de Pau desde Luz-Saint-Sauveur, donde recibe las aguas del Gave de Gavarnie y del Bastan. Entre los manantiales que lo alimentan se encuentra la famosa fuente milagrosa del Santuario de Lourdes.

## Departamentos y principales localidades que atraviesa
- Altos Pirineos: Luz-Saint-Sauveur y Lourdes.
- Pirineos Atlánticos: Nay, Pau y Orthez.
- Landas: Labatut.

## Principales afluentes
- Ribera derecha: Ouzoum, Béez, Néez, Las Hies, Bayse y Gave d'Oloron (149,1 km).
- Ribera izquierda: Ousse y Lagoin.